# Otto Singer (violinista)
Otto Singer (Dresden, Saxònia, 14 de setembre de 1863 - Leipzig, 1931) fou un violinista alemany, fill del pianista del mateix nom Otto Singer. Per aquest motiu de vegades se'ls distingeix com a Otto Singer pare i Otto Singer fill o també amb l'afegitó sènior i júnior respectivament.
Estudià el violí a París i la composició a Berlín i Múnic. El 1888 aconseguí la direcció del Liederkraus, de Heidelberg; el 1890 succeí a Erik Zollner com a professor del Conservatori i director del cor d'homes de Colònia, i el 1900 fixà la seva residència a Berlín.
Va compondre nombrosos cors per a veus d'homes, peces de concert per a violí amb acompanyament d'orquestra i transcripcions, per a piano, d'òperes, especialment de Richard Strauss.